# ベルナレッジョ
ベルナレッジョ（伊: Bernareggio）は、イタリア共和国ロンバルディア州モンツァ・エ・ブリアンツァ県にある、人口約11,000人の基礎自治体（コムーネ）。

## 地理

### 位置・広がり
モンツァ・エ・ブリアンツァ県東部に位置するコムーネで、県都モンツァから北東へ12km、ベルガモから西南西へ約22km、レッコから南へ約23km、州都ミラノから北東へ約26kmの距離にある。

#### 隣接コムーネ
隣接するコムーネは以下の通り。LCはレッコ県所属。
- アイクルツィオ
- カルナーテ
- ロンコ・ブリアンティーノ
- ヴェルデーリオ (LC)
- スルビアーテ
- ヴィメルカーテ

### 気候分類・地震分類
気候分類では、zona E, 2420 GGに分類される。
また、イタリアの地震リスク階級 (it) では、zona 3 (sismicità bassa) に分類される。

## 姉妹都市
- Wachtberg、ドイツ
- La Villedieu-du-Clain、フランス